# Robert Palmer
Robert Palmer, pseudoniem van Alan Palmer (Batley, 19 januari 1949 – Parijs, 26 september 2003), was een Brits popmusicus.

## Loopbaan
Palmer maakte in de jaren zestig deel uit van de groepen The Alan Bown Set en Dada. Naast Palmer bestond Dada onder andere uit Elkie Brooks en haar echtgenoot Pete Gage. Palmer, Brooks en Gage formeerden een jaar later de soul/rock band Vinegar Joe.
Vanaf 1974 was hij als soloartiest actief en verscheen zijn eerste album, Sneakin' Sally Through the Alley (nr. 107 in de Billboard 200). In Nederland had Palmer in 1978 zijn eerste hit met het lied Best of Both Worlds. In de Top 40 haalde het de 17e plaats. Begin jaren tachtig haalden Johnny and Mary en Looking for clues de hitparades, maar Addicted to Love en Bad Case of Loving You zijn Palmers grootste hits.
Met de gelegenheidsband The Power Station, die hij in 1985 oprichtte met John Taylor en Andy Taylor van Duran Duran, had hij de hits Some Like It Hot en Get It On.
Palmer woonde in Zwitserland en overleed aan een hartinfarct tijdens een verblijf in Parijs.

## Discografie

### Singles
| Single met eventuele hitnotering(en) in de Nederlandse Top 40 | Datum van verschijnen | Datum van binnenkomst | Hoogste positie | Aantal weken | Opmerkingen |
| ------------------------------------------------------------- | --------------------- | --------------------- | --------------- | ------------ | ----------- |
| Best of Both Worlds                                           |                       | 13-05-1978            | 17              | 10           |             |
| Every Kinda People                                            |                       | 24-10-1978            | tip16           |              |             |
| Bad Case of Loving You (Doctor, Doctor)                       |                       | 11-08-1979            | 27              | 4            |             |
| Can We Still Be Friends                                       |                       | 22-12-1979            | 32              | 4            |             |
| Johnny and Mary                                               |                       | 13-09-1980            | 21              | 6            |             |
| Looking for Clues                                             |                       | 03-01-1981            | 15              | 6            |             |
| You Can Have It (Take My Heart)                               |                       | 09-07-1983            | 26              | 4            |             |
| Addicted to Love                                              |                       | 07-06-1986            | 34              | 3            |             |
| Change His Ways                                               |                       | 15-04-1989            | tip3            |              |             |
| I'll Be Your Baby Tonight                                     |                       | 24-11-1990            | 5               | 9            | met UB40    |
| Mercy Mercy Me - I Want You                                   |                       | 09-02-1991            | 25              | 4            |             |

| Single met hitnotering(en) in de Vlaamse Ultratop 50 | Datum van verschijnen | Datum van binnenkomst | Hoogste positie | Aantal weken | Opmerkingen |
| ---------------------------------------------------- | --------------------- | --------------------- | --------------- | ------------ | ----------- |
| Best of Both Worlds                                  |                       | 10-06-1978            | 4               | 10           |             |
| Bad Case of Loving You (Doctor, Doctor)              |                       | 11-08-1979            | 19              | 3            |             |
| What's It Take?                                      |                       | 26-04-1980            | 21              | 3            |             |
| Johnny and Mary                                      |                       | 20-09-1980            | 8               | 7            |             |
| Looking for Clues                                    |                       | 13-12-1980            | 9               | 10           |             |
| You Can Have It (Take My Heart)                      |                       | 30-07-1983            | 25              | 4            |             |
| I'll Be Your Baby Tonight                            |                       | 24-11-1990            | 12              | 12           | met UB40    |
| Mercy Mercy Me - I Want You                          |                       | 09-03-1991            | 21              | 3            |             |

### Albums
- Sneakin' Sally Through the Alley (1974)
- Pressure drop (1975)
- Some people can do what they like (1976)
- Double fun (1978)
- Secrets (1979)
- Clues (1980)
- Maybe it's live (1980) (live)
- Pride (1983)
- Riptide (1985)
- Heavy nova (1988)
- Addictions volume I (1989) (compilatie)
- Don't explain (1990)
- Addictions volume II (1992) (compilatie)
- Ridin' high (1992)
- Honey (1994)
- The very best of Robert Palmer (1997) (compilatie)
- Woke up laughing (1998) (compilatie)
- Rhythm & blues (1999)
- Best of both worlds: The Robert Palmer anthology (1974-2001) (2002) (compilatie)
- At his very best (2002) (compilatie)
- TV dinners (2003)
- Drive (2003)
- Ultimate collection (2003) (compilatie)
- The very best of the Island years (2005) (compilatie)

Met The Power Station:
- The Power Station (1985)
- Living in fear (1997)

### NPO Radio 2 Top 2000
| Nummers met noteringen in de NPO Radio 2 Top 2000 | '99  | '00 | '01  | '02  | '03  | '04  | '05  | '06  | '07  | '08  | '09  | '10  | '11  | '12  | '13  | '14  | '15 | '16  | '17  |
| ------------------------------------------------- | ---- | --- | ---- | ---- | ---- | ---- | ---- | ---- | ---- | ---- | ---- | ---- | ---- | ---- | ---- | ---- | --- | ---- | ---- |
| Addicted to Love                                  | 1273 | -   | 1092 | -    | 1161 | 1277 | 1785 | 1676 | 1956 | 1645 | 1831 | 1835 | 1819 | 1603 | -    | -    | -   | -    | -    |
| Best of Both Worlds                               | 1199 | -   | 1483 | 1148 | 1081 | 1118 | 1463 | 1353 | 1771 | 1394 | 1401 | 1543 | 1657 | 1799 | 1708 | 1882 | -   | -    | -    |
| Can We Still Be Friends                           | -    | -   | -    | -    | 1312 | 1431 | 1653 | 1992 | 1874 | 1754 | 1818 | 1804 | 1795 | -    | 1870 | -    | -   | -    | -    |
| Every Kinda People                                | -    | -   | -    | -    | 1441 | 1433 | 1935 | 1789 | 1729 | 1741 | 1696 | 1424 | 1642 | 1649 | 1688 | 1366 | -   | 1950 | 1780 |
| Looking for Clues                                 | 1705 | -   | -    | -    | -    | -    | -    | -    | -    | -    | -    | -    | -    | -    | -    | -    | -   | -    | -    |
| Riptide                                           | 1979 | -   | -    | -    | -    | -    | -    | -    | -    | -    | -    | -    | -    | -    | -    | -    | -   | -    | -    |

1. ↑  Een '-' betekent dat het nummer niet was genoteerd en een vetgedrukt getal geeft de hoogste notering van een nummer aan.
2. ↑  Deze tabel is bijgewerkt tot en met de laatste editie (2024).

- Biblioteca Nacional de España: XX1109511
- Bibliothèque nationale de France: cb13898209d (data)
- Catàleg d'autoritats de noms i títols de Catalunya: 981058518665906706
- Gemeinsame Normdatei: 128618884
- International Standard Name Identifier: 0000 0001 1021 9223
- Library of Congress Control Number: n88629984
- MusicBrainz: 96b1d906-0fda-406d-beb6-19c6758998df
- Nationale Bibliotheek van Tsjechië: xx0012607
- Nationale bibliotheek van Australië: 35373739
- Nationale Bibliotheek van Israël: 987007447590705171
- Nationale Bibliotheek van Polen: a0000002652592
- Nederlandse Thesaurus van Auteursnamen: 072821965
- Réseau des bibliothèques de Suisse occidentale: 02-A016767615
- Istituto Centrale per il Catalogo Unico: UBOV551755
- LIBRIS: 340765
- SNAC: w6sz03g4
- Système universitaire de documentation: 081947100
- Trove: 930116
- Virtual International Authority File: 17408449